# Portulaceae

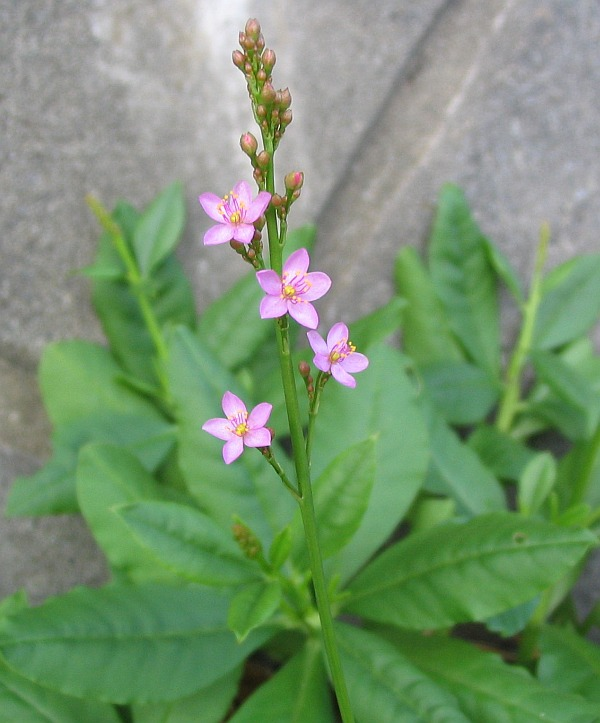
Talinum

Portulaceae, na classificação taxonômica de Jussieu (1789), é uma ordem botânica da classe Dicotyledones, Monoclinae (flores hermafroditas ), Polypetalae ( corola com duas ou mais pétalas) e estames perigínicos (quando os estames estão inseridos à volta do nível do ovário).
Apresenta os seguintes gêneros:
- Portulaga, Talinum, Turnera, Bacopa, Montia, Rokejeka, Tamarix, Telephium, Corrigiola, Scleranthus, Gymnocarpus, Trianthema, Limeum, Claytonia, Gisekia.